# さんぽ (お笑いコンビ)
さんぽは、ビクターミュージックアーツに所属する日本のお笑いコンビ。2018年結成。

## メンバー
とみやん (1992年1月20日 - ）（33歳）
ツッコミ担当、立ち位置向かって右。
- 本名、富田 瑞基（とみた みずき）。
- 身長176 cm、体重80 kg。血液型A型。
- 茨城県石岡市出身。茨城県立石岡商業高等学校卒業。東京アナウンス学院卒業。
- 趣味は筋トレ（週2～4）、料理、食べ歩き、字を書くこと、ダイエット、サッカー（小学生の頃関東3位）。
- 特技は片手で拍手ができる、ドミノ、獅子舞、和太鼓（お囃子）、ネタ覚えが早い。
- 普通自動車免許、全商情報処理検定一級を所持。
- 既婚。相席屋で出会った人と5年付き合って結婚した。
- 一時期、「アンコウズ」に加入して活動していたが、2018年4月18日に脱退。

岩永 いわな（いわなが いわな、1991年7月14日 - ）（34歳）
ボケ担当、立ち位置向かって左。
- 本名、岩永 義仁（いわなが よしひと）。
- 長崎県長崎市出身。長崎県立長崎鶴洋高等学校卒業。
- ワタナベコメディスクール15期生。
- 身長182 cm、体重83 kg。血液型A型。
- 趣味はアメコミ、映画、漫画、音楽、パチンコ、NBAやバスケ（過去に全国大会出場）。
- 特技は好きなものの解説、説明。
- ネタ作りは主に岩永が担当している。
- 高校時代はバスケ部に所属し1年生でベンチ入りしていたが、深夜ラジオを聴きたいという理由で退部した。
- 前コンビで行っていたpodcastでは局地的人気を誇り、「岩永様」と呼ばれていた。
- 過去にはカズレーザー（メイプル超合金）ら6人の芸人と同居していた。

## 経歴
元「ノオト」の岩永と、元「すとろんぐカラ～」（相方は現・納言の安部紀克）のとみやんで、2018年7月に結成。当初は太田プロダクションに所属していたが、2022年5月よりビクターミュージックアーツに移籍。
2022年秋の『オールナイトニッポン0（ZERO）～決戦！お笑い有楽城～』（ニッポン放送）にて優勝。優勝特番として『さんぽのオールナイトニッポン0(ZERO)』が同年10月12日深夜に放送された。

## 芸風
主にコントだが、漫才も行う。
シチュエーションやキャラクターなどがしっかりと描かれたコントと演技力を武器にしている。

## 賞レース成績

### キングオブコント
| 年度（回）       | 結果         | 会場                                         | 日程                    | 備考 |
| ---------------- | ------------ | -------------------------------------------- | ----------------------- | ---- |
| 2018年（第11回） | 2回戦進出    | [東京] シアターブラッツ                      | 8月5日（日）            |      |
| 2019年（第12回） | 2回戦進出    | [東京] きゅりあん小ホール                    | 7月30日（火）           |      |
| 2020年（第13回） | 1回戦敗退    | [東京] CBGKシブゲキ!!                        | 7月21日（火）           |      |
| 2021年（第14回） | 2回戦進出    | [東京] 南大塚ホール                          | 7月23日（金）           |      |
| 2022年（第15回） | 1回戦敗退    | [東京] 南大塚ホール                          | 7月6日（水）            |      |
| 2023年（第16回） | 1回戦敗退    | [東京] 南大塚ホール                          | 7月10日（月）           |      |
| 2024年（第17回） | 準々決勝進出 | [東京] 文化総合センター大和田 4Fさくらホール | 8月15日（木）           |      |
| 2025年（第18回） | 準決勝進出   | [東京] ニッショーホール                      | 9月7日（土）・8日（日） |      |

### その他
- 2019年4月期 月イチでらブレイク（東海ラジオ） - 次世代パーソナリティオーディション優勝
- 2020年 ABCお笑いグランプリ - 最終予選進出
- 2020年 M-1グランプリ2020 - 1回戦敗退[1]
- 2021年 ABCお笑いグランプリ - 最終予選進出
- 2021年 お笑い合戦 独眼竜カミナリ - 12月度月間チャンピオン[18]
- 2022年秋 決戦!お笑い有楽城 - 優勝[6]
- 2022年 M-1グランプリ2022 - 3回戦進出[1]
- 2023年 M-1グランプリ2023 - 1回戦敗退
- 2024年 第3回 のむシリカPresents お笑いJACKPOT 決勝進出
- 2024年 M-1グランプリ2024 - 3回戦進出[1]

## 出演

### テレビ
- お笑い合戦 独眼竜カミナリ（東日本放送、2021年12月5日〈4日深夜〉[19]、26日〈25日深夜〉[20]、2022年1月3日[21]、6月12日〈11日深夜〉[22]、26日〈25日深夜〉[23]）

### ラジオ
- 月イチでらブレイク（東海ラジオ、2019年10月14日〈13日深夜〉） - パーソナリティ[10]
- Room in the ear ～ワラウェーブ～（FM FUJI、2022年7月10日）
- マイナビ Laughter Night（TBSラジオ、2022年7月16日〈15日深夜〉）[24]
- オールナイトニッポン0（ZERO）～決戦！お笑い有楽城～（ニッポン放送、2022年10月2日〈1日深夜〉）[6]
- 高田文夫のラジオビバリー昼ズ（ニッポン放送、2022年11月11日）[8]
- さんぽのオールナイトニッポン0(ZERO)（ニッポン放送、2022年11月13日〈12日深夜〉） - パーソナリティ[9]

### 公演
- さんぽ第一回単独公演「狂気の休日」（2022年11月26日）新宿バティオス